# Космина, Джон
Александр Джон Космина (англ. Alexander John Kosmina; род. 17 августа 1956, Аделаида, Южная Австралия, Австралия) — австралийский футболист и тренер, выступавший на позиции нападающего. Член Зала Славы Футбольной федерации Австралии.

## Карьера

### Клубная
Космина — австралиец польского происхождения. В начале своей карьеры выступал за «Полонию Аделаида» и «Уэст Аделаида Эллас», пока в 1978 году не подписал контракт с клубом АПЛ «Арсенал», за который сыграл только один раз в чемпионате выйдя на замену против «Лидс Юнайтед», а также 3 раза в Кубке УЕФА.
В 1979 году вернулся в Австралию где выступал до завершения своей карьеры в 1989 году, за такие клубы, как «Уэст Аделаида Эллас», «Сидней Хаоках», «Сидней Олимпик» и «АПИА Лейхардт Тайгерс». С клубом «Сидней Хаоках» он дважды становился чемпионом в 1981 и 1982 годах, а также лучшим бомбардиром чемпионата в 1982 году.

### Тренерская
После завершения карьеры футболиста был назначен тренером клуба «Уарринга Долфинс» выступающего в низших лигах Нового Южного Уэльса, позднее были клубы НСЛ «Ньюкасл Брэйкерс» и «Брисбен Страйкерс», с которыми ничего не добился.
В 2003 году становится первым главным тренером в клубе «Аделаида Юнайтед», в первом же сезоне занял с клубом третье место в регулярном чемпионате и добрался до малого финала в котором уступил будущему чемпиону «Перт Глори». В первом сезоне А-Лиги «Аделаида Юнайтед» одержала победу в регулярном чемпионате с семи очковым отрывом, однако в плей-офф вновь уступила в малом финале клубу «Сентрал Кост Маринерс» со счётом 1:0.
В августе 2006 был назначен помощником Грэма Арнольда в сборной Австралии для участия в Кубке Азии 2007.
Регулярный чемпионат сезона 2006/07 «Аделаида Юнайтед» закончила на втором месте, в стадии плей-офф добралась наконец до финала, но уступила с разгромным счётом 0:6 «Мельбурн Виктори». Игра команды в финале, критика судейства Косминой, а также потасовка с капитаном «Мельбурн Виктори» Кевином Мускатом в октябрьском матче команд стали поводом для увольнения Джона.
24 октября 2007 года после увольнения Бранко Чулины из «Сиднея» Космина был назначен новым главным тренером. В первом матче против «Сентрал Кост Маринерс» была одержана победа со счётом 3:2. Клуб вышел в плей-офф с третьего места в чемпионате, но выбыл в первом раунде. В сезоне 2008/09 клуб не смог пробиться в стадии плей-офф, заняв 5 место в чемпионате и в январе 2009 года руководство расторгло с ним контракт.
В июне 2010 года становится тренером клуба «Аделаида Райдерс» выступающего в Суперлиге Южной Австралии.
В 2011 году, спустя 35 лет, Космина возвращается в свой родной клуб «Полония Аделаида», ныне известный как «Кройдон Кингс».
18 декабря 2011 был назначен и. о. главного тренера «Аделаиды Юнайтед», а 22 марта 2012 года был утверждён в должности главного тренера подписав контракт на 1 год. 28 января 2013 года расторг контракт с клубом в связи с потерей доверия.

### Телевизионная
Иногда участвует в передачах на канале Fox Sports в роли комментатора и футбольного аналитика, также совместно с Россом Алоизи ведёт футбольную передачу Two Up Front на интернет канале Australia Live TV

## Достижения

### Как футболист

#### Клубные
- Победитель Национальной футбольной лиги: 2 (1981, 1982)
- Обладатель Кубка Национальной футбольной лиги: 1 (1986)

#### Индивидуальные
- Лучший бомбардир Национальной футбольной лиги: 1 (1982)
- Лучший молодой футболист года Национальной футбольной лиги: 1 (1977)
- Включён в Зал Славы Футбольной федерации Австралии в 1999 году.

### Как футболист

#### Тренерские
- Победитель регулярного чемпионата А-Лиги: 1 (2005/06)

Именем Джона Космины названа улицы пригороде Сиднея Гленвуде и медаль, вручаемая лучшему игроку матча финала плей-офф Национальных Премьер-лиг.